# Matthias Norberg
Matthias Norberg, född midsommaren 1747 i Nätra i Ångermanland, död den 11 januari 1826 i Uppsala, var en svensk professor i grekiska och österländska språk vid Lunds universitet.

## Biografi
Matthias Norberg tillhörde en mycket välbärgad norrländsk bondesläkt härstammande från hans farfar skattebonden Mats Isaksson i Norrtjärn i Nätra socken i Ångermanland. Matthias Norbergs far Matthias Matsson Norberg (1694–1764) var kronolänsman och direktör över linnetillverkningen i Norrland. Även modern Christina Walanger var verksam inom linnetillverkning och var rikskänd för sina kunskaper i linspånad.
Norberg blev student vid Uppsala universitet 1768, filosofie magister 1773 och docent i grekiska språket 1774. Efter att ha offentliggjort Anmärkningar öfver förra stycket af then svenska proföfversättning en af then h. skrift (1776) företog han 1777 med kungligt understöd en resa genom Danmark, Tyskland, Nederländerna, England, Frankrike och Italien. Det var i Paris han påträffade mandéernas religionsurkund (Adams bok), samt flera syriska handskrifter. I Milano skrev han av "Codex syriaco-hexaplaris", av vilken han utgav Jeremia och Hesekiel 1787 med latinsk översättning. Han mottog där underrättelsen, att han av konungen utsetts till Jakob Jonas Björnståhls ressällskap i Orienten, men vid ankomsten till Konstantinopel 1779 erhöll han kunskap om dennes död i Saloniki. Han begagnade då tillfället att utvidga sina språkkunskaper genom studiet av arabiska och turkiska.
Via Venedig, Göttingen och Paris återkom han mot slutet av 1781 till Sverige, där han 1779 blivit extraordinarie adjunkt i teologiska fakulteten i Uppsala samt 1780 utnämnts till professor i österländska språk och grekiska vid Lunds universitet, en tjänst han kom att inneha 1782–1820. Som professor i Lund verkade han dock mindre i egenskap av orientalist än av latinsk vältalare. Han hade bildat sig en egen, med Tacitus, Livius och Plinius den yngre befryndad stil, vilken gjorde det djupaste intryck på åhörarna.
I egenskap av vältalare höll han ett minnestal över Daniel af Thunberg (1788), Nils Schenmark (samma år), J. V. Faxe (1790), Olof Celsius (1794), Erland Samuel Bring (1798), Karl Ludvig av Baden (1802), Petrus Munck (1803) och Nils Hesslén (1811). Som filolog utgav han 158 akademiska avhandlingar, delvis av estetiskt innehåll.
Han offentliggjorde vidare Codex Nazaræus, liber Adami appellatus (se Adams bok), med latinsk översättning, ordbok och namnregister (1815-16), Beskrifning om regementsförändringen i circasiska riket af Schili Efendi (översättning från arabiskan, 1816), Gihan Numa, geographia orientalis, ex turcico in latinum versa (två delar, 1818) samt Turkiska rikets annaler sammandragne ur dess egne urkunder (fyra delar, 1822). Norbergs latinska tolkningar har kritiserats som föga överensstämmande i stil med sina österländska förebilder liksom man påpekat hans otillräckliga källangivelser. 
Norberg erhöll 1812 plats på biskopsförslaget till Härnösands stift, fick samma år kansliråds värdighet samt erhöll 1820 tjänstledighet på livstid. År 1811 donerade han till Lunds universitet 25 000 riksdaler, vars avkastning skulle användas till en professur ("Norbergska professuren") i levande språk. Som villkor för donationen ställde han att systersonen Jonas Stecksén skulle utnämnas till innehavare av professuren, vilket accepterades men inte utan motstånd och kritik.
Norberg invaldes 1821 som ledamot nummer 396 av Kungliga Vetenskapsakademien.
Han flyttade till egendomen Stenhammar vid Härnösand, blev jubelmagister i Uppsala 1824 och kom sedan att stanna där för att förteckna bibliotekets österländska handskrifter. Redan under hans livstid utgavs av J. Norrmann hans Selecta opuscula academica (tre delar, 1817–1819).
Mathias Norberg ligger begravd på Uppsala gamla kyrkogård. Han har givit namn åt Norbergsgatan i Lund.